# Jazz (Heaven Street Seven-album)
A Jazz a Heaven Street Seven együttes 2008-ban megjelent, tizenegyedik albuma.

## Dalok listája
1...Jazz
2...Szia
3...Kereplő
4...Magyar világsztár
5...Mától nem számolom
6...Hullik a zápor
7...Zombik fényes nappal
8...Ne menj vissza
9...Paradicsom
10...Féllábbal a zsírban
11...Távolság
12...Egoista